# Агафоново (Вязниковский район)
Агафо́ново  — деревня в составе муниципального образования Октябрьского сельского поселения в Вязниковском районе Владимирской области России. Этот населённый пункт состоит из одной улицы.

## География

Октябрьское сельское поселение на карте Вязниковского района

Агафоново расположено в 24 километрах по автодороге к юго-западу от Вязников, в 14 километрах от железнодорожной станции Сеньково на линии Ковров — Нижний Новгород. Есть от п. ст. Сеньково однополосная асфальтовая дорога советских времён, проходящая через Агафоново до Большевысоково. От автостанции Вязники до Большевысоково ходят рейсовые автобусы.

## Население
| 1859 | 1905 | 1926 | 2002 | 2010 | 2021 |
| ---- | ---- | ---- | ---- | ---- | ---- |
| 134  | →134 | ↗163 | ↘10  | ↘3   | ↗20  |